# 赵零
赵零（？—），男，中华人民共和国政治人物，曾任中共武汉市委副书记，武汉市人大常委会主任，第十届全国人大代表。